# Alexandre de Phères
Alexandre de Phères (IVe siècle av. J.-C.) est un tyran de la cité de Phères en Thessalie de 369 à 358 av. J.-C. Cicéron le cite dans De Officiis comme l'exemple même de l'homme qui veut maintenir sa puissance par la terreur et la crainte, et qui périt victime de la haine qu'il suscite. Valère Maxime et Plutarque ont évoqué son caractère.

## Biographie
Il succède à son oncle Jason de Phères après son assassinat en 370 av. J.-C. Il tente de maintenir l'influence de Phères sur la Thessalie, mais se heurte à Thèbes et à ses généraux Pélopidas et Épaminondas. Vers 367, il ne contrôle plus que Phères et la Thessalie méridionale. En 364, il est vaincu par Pélopidas (qui est tué dans la bataille) à Cynoscéphales. Alexandre fait alors sa soumission à Thèbes. 
Sa mort en 358 est présentée de façon différente selon les auteurs antiques. D’après Cicéron, il aurait été assassiné par sa femme Thébé. Il se fait précéder dans la chambre à coucher de son épouse par « un barbare marqué de tatouages thraces, le glaive dégainé », et fait fouiller par des gardes les coffrets de sa femme, « pour s'assurer qu'elle ne cachait aucune arme dans ses vêtements ». C’est Thébé elle-même qui l'assassina « sur un soupçon de concubinage », d’après Cicéron. Plutarque explique différemment le meurtre d'Alexandre de Phères par Thébé[Où ?]. D’après Xénophon,, ce seraient les frères de Thébé, Tisiphonos, Lycophron et Pitholaos qui l’auraient assassiné, mais à l'instigation de sa femme elle-même. Xénophon dans le même passage écrit qu'« Alexandre de Phères se rendit odieux comme chef aux Thessaliens, odieux comme ennemi aux Thébains et aux Athéniens, et il se livra à un brigandage criminel sur terre et sur mer. » L'un des trois frères, Tisiphonos, l’aîné, succéda à Alexandre.
D’après Démosthène et Diodore de Sicile, Alexandre de Phères mene des opérations de piraterie dans les Cyclades vers 362-360. Ses navires se seraient emparés de quelques-unes des îles, dont Tinos, et auraient emporté un grand nombre d’esclaves. Les Cyclades se révoltent à l’occasion de la troisième guerre sacrée (357-355) qui voit l’intervention de Philippe II contre les Phocidiens alliée à Phères. Elles commencent alors à passer dans l'orbite du royaume de Macédoine.

## Sources antiques
- Xénophon, Helléniques [lire en ligne].
- Plutarque, Vies parallèles [détail des éditions] [lire en ligne], Pélopidas.